# Acanthostega gunnari
L'acantostega (Acanthostega gunnari Jarvik, 1952) è uno stegocefalo, uno dei primi vertebrati a possedere delle zampe riconoscibili. Visse nel Devoniano superiore, circa 365 milioni di anni fa, ed era anatomicamente intermedio tra i pesci dalle pinne lobate e i primi tetrapodi pienamente capaci di camminare sulla terra.

## Descrizione

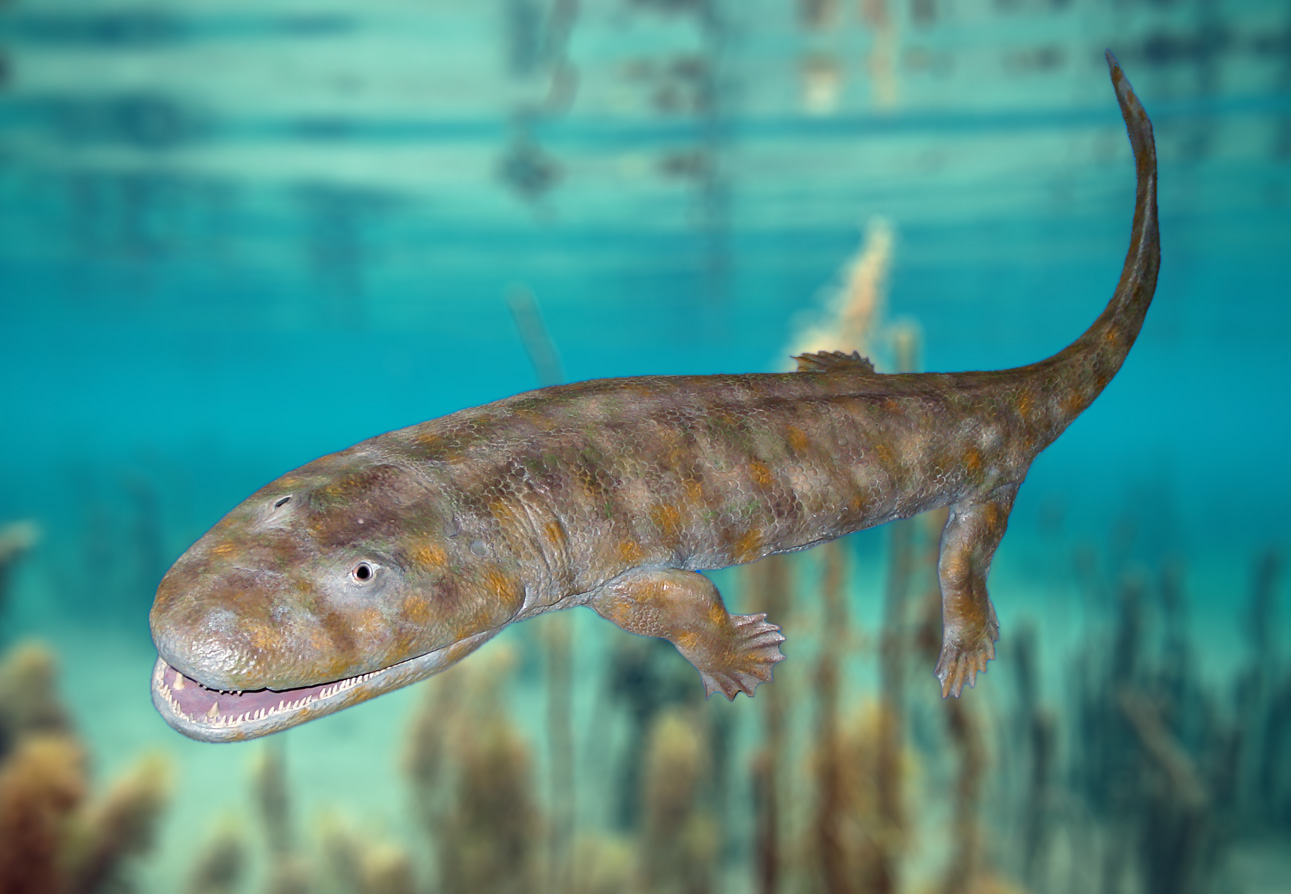
Ricostruzione museale (Museo statale di Storia Naturale di Stoccarda)

L'acantostega possedeva otto dita per ogni arto, probabilmente unite da una membrana interdigitale; era un animale privo di polsi ed era in generale poco adatto a camminare sulla terraferma. Questo tetrapode primitivo possedeva un'articolazione della spalla molto simile a quella dei pesci, così come le zampe anteriori. La zampa anteriore non poteva ripiegare il gomito in avanti, cosicché in sostanza l'arto non poteva essere portato in una posizione adatta a reggere il peso dell'animale. Questi arti, in realtà, sembrerebbero essere stati più utili come "pagaie" o per stringere piante acquatiche. L'acantostega possedeva polmoni, ma le sue costole sembrerebbero essere state troppo deboli per proteggere la cavità addominale fuori dall'acqua. L'acantostega possedeva inoltre branchie interne come quelle dei pesci, non esterne come quelle di alcuni anfibi odierni totalmente acquatici. 

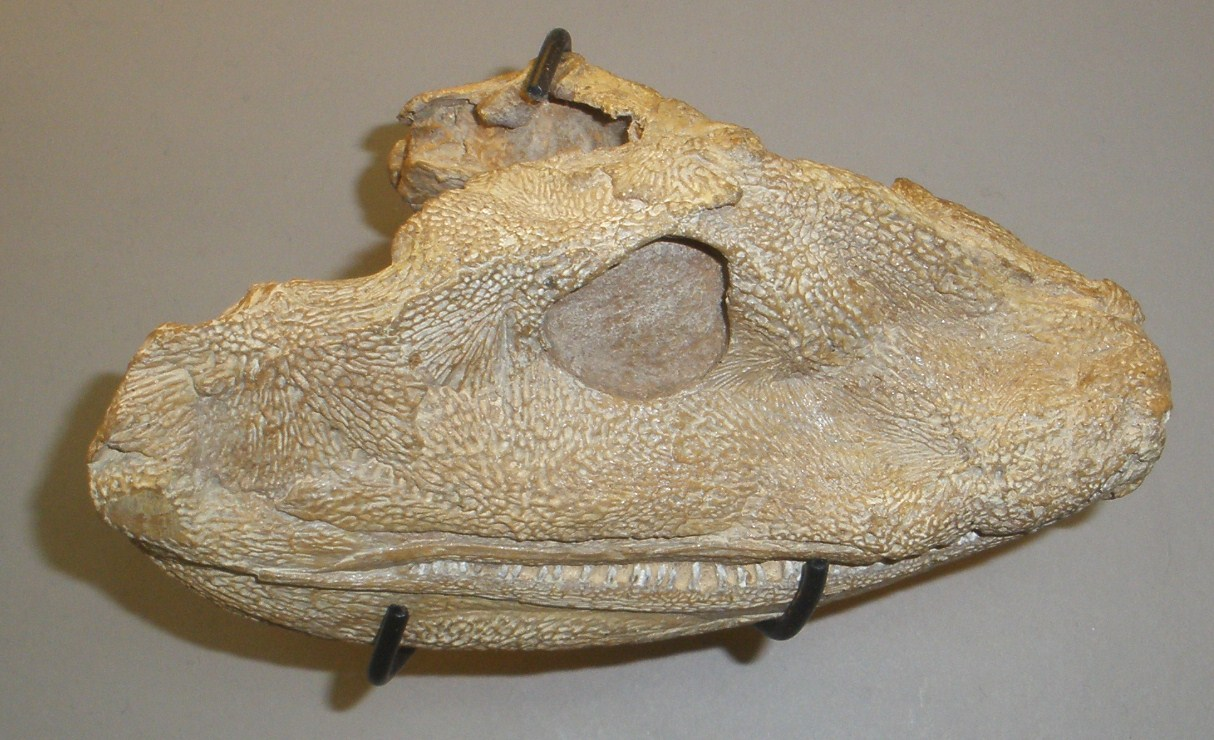
Cranio di Acanthostega

## Ritrovamenti
Date queste caratteristiche, i paleontologi pensano che l'acantostega vivesse in acquitrini poco profondi densi di piante acquatiche; le zampe, quindi, non si sarebbero evolute per camminare sulla terraferma, ma per qualche altro motivo. I primi fossili di acantostega furono rinvenuti in Groenlandia nel 1933 da Gunnar Säve-Söderbergh ed Erik Jarvik, ma si trattava solo di frammenti di cranio. Fu solo nel 1987 che Jennifer A. Clack rinvenne, sempre in Groenlandia, resti molto ben conservati, tali da poter permettere uno studio dettagliato. Acanthostega viene visto come parte di una diffusa speciazione nel Devoniano superiore, che partì dai pesci con le pinne lobate, essenzialmente acquatici, per arrivare ad animali come Tiktaalik e Ichthyostega, più portati per una vita terrestre.